# الحنين إلى كاتالونيا
الحنين إلى كاتالونيا (بالإنجليزية: Homage to Catalonia)‏ كتاب للروائي جورج أورويل يصف فيه تجربته الشخصية وملاحظاته أثناء قتاله لصالح الجبهة الجمهورية في الحرب الأهلية الإسبانية. كانت الحرب من الحوادث التي شكلت فكره السياسي، وجزءًا كبيرًا مما حضه على الكتابة، ففي 1946 قال «كل سطر كتبتُه في عمل مهم منذ 1936 إنما كان -بصورة مباشرة أو غير مباشرة- ضد الشمولية وفي صالح الاشتراكية الديمقراطية على حد فهمي لها».
صدرت الطبعة الأولى في المملكة المتحدة عام 1938. ولم يُنشر الكتاب في الولايات المتحدة إلا في فبراير 1952، وحوى حينئذ مقدمة مؤثرة بقلم ليونيل تريلنغ. الترجمة الوحيدة التي نُشرت في حياة أورويل كانت إلى اللغة الإيطالية في ديسمبر 1948. تَرجم الكتابَ إلى الفرنسية إيفونُ ديفيت -التي راسلها أورويل في 1938–1939 معلِّقًا على ترجمتها ومزوِّدًا إياها بملاحظات توضيحية-، لكن الترجمة لم تُنشر إلا بعد 5 أعوام من وفاة أورويل.

## لمحة عامة
خدم أورويل في كتالونيا وأراغون، برتبة عسكري وعريف وملازم -وهذه حين قبِلت القيادة غير الرسمية للميليشيا بالتسلسل الهرمي التقليدي للرُّتَب في مايو 1937-، من ديسمبر 1936 إلى يونيو 1937، حين صار الحزب السياسي اليساري الذي خدم في ميليشيته («حزب العمال للتوحيد الماركسي»، وهو حزب شيوعي مضاد للستالينيين) في دائرة المنظمات غير القانونية، واضطُر أورويل إلى الهرب.
وبعدما بلغ برشلونة في 26 ديسمبر 1936، أخبر جون ماكنير (الذي كان مندوب «حزب العمال المستقل» هنالك) بأنه قدِم إسبانيا للانضمام إلى الميليشيا ومحاربة الفاشية»، و«أنه راغب في الكتابة عن الموقف وإثارة رأي الطبقة العاملة في بريطانيا وفرنسا». فأخذه ماكنير إلى ثكنات الحزب، وجُنِّد من فوره. «لم يكن أورويل يعلم أن قبْل وصوله إلى إسبانيا بشهرين كان ألكسندر أُرلوف -الذي كان مندوب المفوضية الشعبية السوفييتية للشؤون الداخلية- قد أكد للمفوضية أن ‹الحزب التروتسكيّ يمكن تصفيته بسهولة› على يد الشيوعيين الذين كان أورويل يَعدّهم حلفاء في الحرب ضد فرانكو.»
أقر أورويل أنها مصادفة أنه انضم إلى هذا الحزب بدل الجماعات الشيوعية الدولية التي كان يدعمها السوفيتيون. قيل لأورويل إنه لن يُسمح له بدخول إسبانيا إلا بوثائق داعمة من منظمة يسارية بريطانية، فلجأ أولًا إلى الحزب الشيوعي البريطاني، وقدَّم طلبه مباشرة إلى رئيس الحزب هاري بوليت. و«الظاهر أن بوليت كرهه من فوره، وقرر أن زائره ‹لا يوثق به سياسيًّا›». فاتصل أورويل بقيادة حزب العمال المستقل، فوافقتْ على مساعدته. كان الحزب مستعدًّا لتوظيف أورويل مُراسِلًا في صحيفة نيو ليدر الحزبية الأسبوعية -وقد كان على دراية بها-، فيصبح هذا وسيلته لدخول إسبانيا بشكل قانوني. وأرسل الحزب إلى ممثله في برشلونة خطابًا للتعريف بأورويل.

## روابط خارجية
- الحنين إلى كاتالونيا على موقع الموسوعة البريطانية (الإنجليزية)